# تل جاكاس
تل جاكاس، هو جبل يقع في منطقة وسط نيويورك في نيويورك شرق ايريفيل ، نيويورك . تقع بحيرة توسكارورا في الشمال الغربي ل تل جاكاس